# Book of Love (gruppo musicale)
I Book of Love sono un gruppo musicale synthpop statunitense formatosi nel 1983 a Philadelphia ma successivamente stabilitosi a New York. Il gruppo è rimasto attivo fino al 1994 e, eccezion fatta per due brevi parentesi datate 2001 e 2009, si è ricomposto nel 2013.

## Formazione
- Susan Ottaviano - voce
- Ted Ottaviano - tastiere, piano, melodica, cori, altro
- Lauren Roselli Johnson - tastiere, cori, voce
- Jade Lee - tastiere, percussioni, cori

## Discografia
- 1986 - Book of Love
- 1988 - Lullaby
- 1991 - Candy Carol
- 1993 - Lovebubble
- 2001 - I Touch Roses: The Best of Book of Love